# Alcis maculatoides
Alcis maculatoides är en fjärilsart som beskrevs av Nudstrom. Alcis maculatoides ingår i släktet Alcis och familjen mätare. Inga underarter finns listade i Catalogue of Life.